# Championnat de Finlande de football 2001
Navigation
Saison précédente Saison suivante
La saison 2001 du Championnat de Finlande de football est la 71e édition de la première division finlandaise à poule unique, la Veikkausliiga. Les douze clubs de l'élite jouent les uns contre les autres trois fois au cours de la saison. En fin de championnat, le dernier du classement est directement relégué en Ykkönen tandis que le club classé 11e dispute un barrage face au 2e de D2.
Un an après sa promotion en D1, le club de Tampere United remporte le championnat en terminant un point devant le HJK Helsinki et laissant le double tenant du titre, Haka Valkeakoski à seize points. Il s'agit du premier titre de l'histoire du club. Autre surprise, l'un des promus d'Ykkönen, l'Atlantis Helsinki, remporte la Coupe de Finlande mais ne peut participer à la prochaine Coupe UEFA, puisque le club est mis en liquidation et perd sa place en D1 au profit de l'Allianssi Vantaa.

## Les 12 clubs participants
| - Haka Valkeakoski - Jokerit Helsinki - MyPa 47 Anjalankoski - HJK Helsinki - FC Jazz Pori - Inter Turku | - FC Lahti - RoPS Rovaniemi - VPS Vaasa - KuPS Kuopio - Promu de D2 - Atlantis Helsinki - Promu de D2 - Tampere United |

## Compétition

### Classement
Le barème de points servant à établir le classement se décompose ainsi :
- Victoire : 3 points
- Match nul : 1 point
- Défaite : 0 point

| Rang | Équipe                | Pts | J  | G  | N  | P  | Bp | Bc | Diff |
| ---- | --------------------- | --- | -- | -- | -- | -- | -- | -- | ---- |
| 1    | Tampere United        | 68  | 33 | 21 | 5  | 7  | 47 | 31 | +16  |
| 2    | HJK Helsinki          | 67  | 33 | 19 | 10 | 4  | 64 | 19 | +45  |
| 3    | MyPa 47 Anjalankoski  | 62  | 33 | 17 | 11 | 5  | 45 | 23 | +22  |
| 4    | Haka Valkeakoski T    | 52  | 33 | 14 | 10 | 9  | 44 | 29 | +15  |
| 5    | FC Inter Turku        | 49  | 33 | 15 | 4  | 14 | 46 | 47 | -1   |
| 6    | VPS Vaasa             | 45  | 33 | 14 | 3  | 16 | 50 | 52 | -2   |
| 7    | Atlantis Helsinki P C | 45  | 33 | 12 | 9  | 12 | 45 | 47 | -2   |
| 8    | KuPS Kuopio P         | 37  | 33 | 9  | 10 | 14 | 37 | 48 | -11  |
| 9    | FC Lahti              | 36  | 33 | 9  | 9  | 15 | 38 | 48 | -10  |
| 10   | FC Jazz Pori          | 32  | 33 | 7  | 11 | 15 | 36 | 52 | -16  |
| 11   | FC Jokerit Helsinki   | 28  | 33 | 7  | 7  | 19 | 31 | 56 | -25  |
| 12   | RoPS Rovaniemi        | 24  | 33 | 5  | 9  | 19 | 25 | 56 | -31  |

|  | Qualifié pour la Ligue des champions de l'UEFA 2002-2003                  |
|  | Qualifié pour la Coupe UEFA 2002-2003                                     |
|  | Qualifié pour la Coupe Intertoto 2002                                     |
|  | Barrage de promotion-relégation en 2e division                            |
|  | Relégation en 2e division                                                 |
|  | Liquidation du club (banqueroute)                                         |
|  | T : Tenant du titre C : Vainqueur de la Coupe de Finlande P : Promu de D2 |

### Matchs

#### Barrage promotion-relégation
La dernière place en Veikkausliiga se joue entre le 11e de D1 et le 2e de D2 lors d'un barrage disputé en matchs aller et retour.

Cette saison, c'est le Jokerit Helsinki, 11e de première division, qui affronte Jaro Pietarsaari, pensionnaire de D2, pour conserver sa place parmi l'élite.
| Équipe 1              | Résultat | Équipe 2              | Aller | Retour |
| --------------------- | -------- | --------------------- | ----- | ------ |
| Jaro Pietarsaari (D2) | 5 - 4    | Jokerit Helsinki (D1) | 1 - 1 | 4 - 3  |

- Jaro Pietarsaari remporte le barrage et accède à la Veikkausliiga.

## Bilan de la saison
| Championnat de Finlande de football 2001-2002                   |                            |
| Champion                                                        | Tampere United (1er titre) |
| Coupes et trophées                                              |                            |
| Vainqueur de la Coupe de Finlande 2001-2002                     | Atlantis Helsinki          |
| Qualifications continentales                                    |                            |
| Ligue des clubs champions 2002-2003 (1er tour de qualification) | Tampere United             |
| Coupe UEFA 2002-2003                                            | HJK Helsinki               |
| Coupe UEFA 2002-2003                                            | MyPa 47 Anjalankoski       |
| Coupe Intertoto 2002                                            | Haka Valkeakoski           |
| Promotions et relégations                                       |                            |
| Promus en Veikkausliiga                                         | FC Hämeenlinna             |
| Promus en Veikkausliiga                                         | Jaro Pietarsaari           |
| Relégués en Ykkonenliiga                                        | RoPS Rovaniemi             |
| Relégués en Ykkonenliiga                                        | Jokerit Helsinki           |

## Meilleurs buteurs
| Pos | Joueur          |  | Club           | Buts |
| --- | --------------- |  | -------------- | ---- |
| 1   | Paulus Roiha    |  | HJK Helsinki   | 22   |
| 2   | Antti Pohja     |  | Tampere United | 19   |
| 3   | Richard Teberio |  | Inter Turku    | 13   |
| 4   | Peter Sampo     |  | KuPS Kuopio    | 12   |
| 5   | Nikki Helenius  |  | FC Lahti       | 11   |